# 박노아
박노아(朴露兒)는 한국의 연극인이다. 박로아, 또는 필명 조천석(朝天石)으로도 알려져 있다.

## 생애
러시아에서 유학했다고만 알려져 있을 뿐, 1944년 유치진의 현대극장을 통해 제너럴셔먼호 사건을 소재로 한 《무장선 셔먼호》를 공연 하면서 연극계에 등장하기 전까지의 이력은 잘 알 수 없다.
1945년 조선총독부의 후원으로 열린 제3회 연극경연대회에 참가하여 친일 색채가 강한 《개화촌》(開化村)을 출품했다. 《개화촌》은 안영일 연출로 극단 황금좌가 공연했다. 《셔어멘호》와 《개화촌》은 미국과 기독교를 부정적으로 그리면서 일제의 논리를 홍보하는 내용을 담고 있다.
2008년 민족문제연구소가 선정한 친일인명사전 수록예정자 명단 연극/영화 부문에 포함되었으나 보류되었다.
광복 후 보도연맹에 가입 한 바 있고, 《무지개》, 《선구자》, 《3·1운동과 만주영감》, 《녹두장군》, 《사명당》, 《애정의 세계》를 발표하며 활발히 활동했으나 한국 전쟁 중 행방불명되었다. 월북했다는 설이 있다.

## 참고자료
- 권영민 (2004년 2월 25일). 《한국현대문학대사전》. 서울: 서울대학교출판부. 319~320쪽쪽. ISBN 8952104617.
- 이재명, 〈조선연극문화협회의 활동을 통해서 본 친일 연극〉 (친일반민족행위진상규명위원회 2005년 하반기 워크숍)